# Odgers Berndtson
Odgers Berndtson ist ein Unternehmen für Executive Search und Leadership Assessment.

## Geschichte
Die Wurzeln der internationalen Gesellschaft Odgers Berndtson liegen im Jahr 1966, als der Schwede Per Berndtson am Standort Brüssel die Personalberatung Berndtson International SA gründete. Durch den Zusammenschluss mit der amerikanischen Gesellschaft von Paul Ray entstand die internationale Executive Search Gesellschaft Ray & Berndtson. Die deutsche Ländergesellschaft, die sich Ray & Berndtson anschloss, wurde 1971 von Theo Gehlen am Standort Frankfurt am Main gegründet.
Im Jahr 1970 eröffnete der Brite Graham Odgers die Firma Odgers International Ltd. in London. Nach einem Management Buy-in im Jahre 1998, der vom heutigen Chairman der Gruppe, Richard Boggis-Rolfe, angeführt wurde, wurde das Geschäft von Odgers International weltweit massiv ausgebaut. Nachdem der amerikanische Unternehmensteil rund um Paul Ray im Jahr 2009 die Gruppe verließ, firmiert das Unternehmen einheitlich unter dem Namen Odgers Berndtson.

## Standorte in Deutschland
In Deutschland ist Odgers Berndtson seit 1971 an den Standorten Frankfurt am Main (Headquarters) und München vertreten. Odgers Berndtson Deutschland ist inhabergeführt, beschäftigt über 100 Mitarbeiter und wird von Katja Hanns-Terrill geleitet.